# 条叶冷水花
条叶冷水花（学名：Pilea linearifolia）为荨麻科冷水花属的植物，是中国的特有植物。分布于中国大陆的西藏等地，生长于海拔3,100米的地区，多生长在高山栎幼林下苔藓石上，目前尚未由人工引种栽培。